# Pterygota adolfi-friederici
Pterygota adolfi-friederici är en malvaväxtart som beskrevs av Adolf Engler och K. Krause. Pterygota adolfi-friederici ingår i släktet Pterygota och familjen malvaväxter. Inga underarter finns listade i Catalogue of Life.